# Murube
Murube est un élevage (ganadería) espagnol de toros de lidia des XIXe siècle, c'est aussi un encaste qui a donné naissance à une vingtaine d'élevages.

## Historique
Créée en 1850 , par Dolores Monge, veuve de Murube, avec ses fils Joaquín et Faustino à partir de deux branches majeures de l'encaste Vistahermosa, l'encaste Murube  a été divisée en deux ganadería après la mort de Dolores. Joaquín Murube devenu propriétaire de la moitié de l'élevage en confie la direction à son frère Faustino Murube  et il vend l'autre moitié de l'élevage à Eduardo Ibarra.
Certains sites en ligne donnent la date de 1848 pour la fondation de l'encaste, d'autres 1852.
En 1917, l'encaste Murube  est croisée avec la sélection d'Antonio Urquijo. Le troupeau est alors mis au nom de Carmen de  Federico épouse de Juan Manuel Urquijo.

## Caractéristiques
Le taureau Murube est un animal de grande taille de charge francheet capable de « grand galop » . Souvent de couleur noire ou Zaino. Il est très apprécié des matadors pour sa   suavité, sa noblesse et le « répondant » qu'il offre pendant toute une faena.
Le croisement Murube-Urquijo est encore présent de nos jours dans les ganaderías Fermín Bohórquez, José Murube et de l'élevage du matador El Niño de la Capea. Murube est également l'encaste favori des rejoneadors

## Descendance
De nombreuses ganaderías sont issues de la branche Murube-Urquijo, avec des croisements supplémentaires et des apports de sang multiples. Parmi ces ganaderias se trouvent notamment :
- Alcurrucén
- Ángel Luis Peña Sánchez avec apport de Jandilla
- Fermín Bohórquez
- João Moura avec apport de Marques de Domecq
- José Samuel Pereira Lupi avec apport de Atanasio
- José Luis Parades Limones avec apport de Santa Coloma

## Élevage José Murube
L'actuel descendant direct est José Murube dont la  propriété La Cobatilla se situe à Utrera (province de Séville).